# Sigmund Benda
Pour les articles homonymes, voir Benda.
Sigmund Alexander Benda (9 novembre 1794 à Fürth - 3 mars 1848 à Bruxelles) est un financier belge.

## Biographie
Installé à Bruxelles en 1823, il se forge une importante fortune dans le négoce et habite un hôtel particulier place Royale.
Membre du Consistoire central israélite de Belgique dès sa création en 1832, il est le président du Consistoire central israélite de Belgique de 1842 à 1848.
Marié à Fanny Emden, belle-sœur d'Adolphe Oppenheim, il est le grand-père de Julien Benda et de Madame Simone.